# Rolfstorps församling
Rolfstorps församling var en församling i Göteborgs stift, Varbergs kommun i Hallands län. Församlingen uppgick 2002 i Himledalens församling.
Församlingskyrka var Rolfstorps kyrka.

## Administrativ historik
Församlingen har medeltida ursprung.
Församlingen var till 2002 annexförsamling i pastoratet Grimeton och Rolfstorp som 1962 utökades med Hunnestads,  Gödestads, Skällinge och Nösslinge församlingar. Församlingen uppgick 2002 i Himledalens församling tillsammans med övriga församlingar i pastoratet.
Församlingskod var 138305.